# Avenue Woodroffe
 (avril 2025).
L'avenue Woodroffe (route d'Ottawa n° 15) est une artère majeure nord-sud qui parcourt l'ouest de la ville d'Ottawa, Ontario, Canada. Elle s'étend vers le sud à partir de la Kichi Zibi Mikan en passant par le chemin Baseline et Barrhaven jusqu'à un peu avant la promenade Prince of Wales près de Manotick. La route traverse le cœur de Nepean, à l'ouest d'Ottawa. Une gare satellite de Via Rail (gare de Fallowfield ) est également située à l'intersection avec le chemin Fallowfield.

## Sites touristiques sur Woodroffe
La partie nord de la route, de la rivière des Outaouais à l'avenue Carling, abrite un mélange de maisons et un certain nombre d'institutions publiques telles que l'église catholique Notre-Dame de Fatima, l'église unie de l'avenue Woodroffe, l'école publique de l'avenue Woodroffe et la succursale Carlingwood de la Bibliothèque publique d'Ottawa. Aux environs de l'avenue Carling, Woodroffe longe le bord ouest du centre commercial Carlingwood. Au sud de l'avenue Carling, l'avenue est considérablement plus fréquentée, en particulier autour de l'intersection avec la Queensway. Cette portion de la route abrite l'église presbytérienne Saint-Paul et l'école publique D. Roy Kennedy. Au chemin Baseline, la route passe devant le Collège Algonquin et le centre commercial College Square (qui a remplacé Shoppers City West) et le lycée Confederation, fermé. Juste à l'ouest se trouve Ben Franklin Place, au cœur de la communauté de Centrepointe, et la station de transport en commun Baseline.

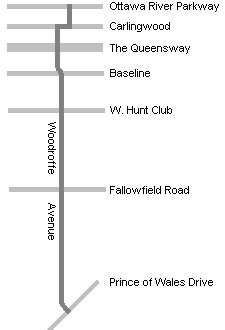
Carte montrant les principales intersections de l'avenue Woodroffe

Au sud de la promenade Meadowlands, l'avenue Woodroffe traverse des zones principalement résidentielles de banlieue et au sud du chemin Hunt Club, elle traverse la ceinture de verdure. Le site le plus remarquable de cette région est le grand Sportsplex de Nepean. Après avoir traversé une partie de la ceinture verte, l'avenue Woodroffe traverse Barrhaven, servant de rue principale de cette communauté résidentielle. Au sud de Barrhaven, elle traverse à nouveau des zones semi-rurales, avant de se terminer juste avant Prince of Wales Drive, près de la rivière Rideau.

## Caractéristiques
L'avenue Woodroffe présente quelques caractéristiques inhabituelles. Tout d’abord, l’alignement change considérablement à Carling Avenue, ce qui nécessite quelques virages. Deuxièmement, la section centrale au sud du chemin Baseline Road comprend des voies réservées aux bus car elle intègre la portion sud ouest du Transitway. Enfin, au sud du chemin Hunt Club, alors que l'avenue était étroite et très encombrée car elle devenait une route rurale à deux voies en direction de Barrhaven, elle a récemment été élargie à quatre voies pour améliorer la circulation jusqu'à Fallowfield Road. Une nouvelle section du Transitway a été récemment construite le long de cette route. 
La géométrie et la conception de l’avenue Woodroffe changent rapidement d’une section à l’autre. La section la plus au nord de Carling est principalement une artère urbaine mineure à deux voies qui devient une artère urbaine principale à quatre voies au sud de l'avenue Carling jusqu'au chemin Baseline. Ces sections ont une limite de vitesse de 50 km/h (31 mi/h). Du chemin Baseline jusqu'au sud du chemin Hunt Club, l'avenue Woodroffe est une artère principale de quatre à six voies (plus des voies de bus de chaque côté) avec une limite de vitesse de 60 km/h (37 mi/h). Du chemin Hunt Club à la promenade Strandherd, l'avenue Woodroffe est principalement une artère urbaine à quatre voies (la section au nord de Fallowfield étant plus rurale). La limite de vitesse est 80 km/h (50 mi/h) pour la plupart, avec une courte section à 70 km/h (43 mi/h). Au sud de la promenade Strandherd, il s'agit toujours d'une route à deux voies avec une limite de vitesse de 80 km/h, mais elle pourrait diminuer à l'avenir avec la croissance continue du trafic dans la région.
En 2002, un projet a été annoncé visant à élargir l'avenue Woodroffe de deux à quatre voies entre le parc relais Fallowfield et Black Rapids Creek. Cependant, on a découvert  une formation rocheuse souterraine rare qui doublerait le coût du projet. L'avenue a été élargie jusqu'à l'avenue Longfields au sud. Une autre section allant de Longfields jusqu'au sud du chemin Strandherd a été élargie au cours de l'été 2007, en conjonction avec l'élargissement de cette dernière de Riocan Marketplace à l'avenue Crestway.
En 2016, l'avenue Woodroffe a été transformée en impasse à l'extrémité sud pour supprimer une intersection dangereuse avec la promenade Prince of Wales. L'accès à l'avenue Woodroffe depuis le sud se fait désormais par la promenade Strandherd.

## Lectures complémentaires
- Étude sur les transports de l'avenue Woodroffe, région d'Ottawa-Carleton, 2000.
- Rapport d'étude environnementale de l'avenue Woodroffe, Ottawa : Dillon Consulting, 2001.
- Plan secondaire pour la communauté de Woodroffe de la ville de Nepean. Nepean, Ontario, Département de planification et de développement, 1981.